# Ted Stamm
Theodore William (Ted) Stamm (* 30. August 1944 in Brooklyn; † 6. Juni 1984 in New York City) war ein US-amerikanischer konzeptueller Maler. Seine Malerei ist monochrom und minimalistisch. Bekannt wurde Ted Stamm mit Shaped Canvas.

## Leben und Werk
Stamm studierte anfangs Grafikdesign an der Hofstra University, wechselte aber schnell zur Malerei bei Perle Fine und John Hopkins und studierte zusätzlich Drucktechnik bei Richard Pugliese. 1968 erlangte er den Bachelor. Sein Werk ist inspiriert von Ad Reinhardt.
Ted Stamms bekanntesten Serien sind Wooster, benannt nach der Wooster Street in SoHo, in der er wohnte, und Dodger, nach dem Baseballteam Brooklyn Dodgers.
Stamm interessierte sich für Aerodynamik und Geschwindigkeit und gab diesen Themen in der Serie Zephyr Form.

## Einzelausstellungen (Auswahl)
- 2013 Ted Stamm Paintings Marianne Boesky Gallery, New York
- 2011 Ted Stamm Minus Space Marianne Boesky Gallery, New York
- 1981 Ted Stamm Paintings 1972–1980 MoMA PS1, New York, NY

## Gruppenausstellungen (Auswahl)
- 1999 Material Issues, Recent Gifts from the Collection of Katherine and James Gentry, San Jose Museum of Art, San Jose
- 1979 New Wave Painting MoMA PS1, New York
- 1978 The Detective Show MoMA PS1, New York
- 1977 documenta 6, Kassel
- 1977 A Painting Show MoMA PS1, New York, NY
- 1975 Louisa Chase, Ted Stamm, Meryl Vladimer Artists Space, New York

## Auszeichnungen
- 1983 Guggenheim-Stipendium
- 1981–1982 National Endowment for the Arts